# Velká přehrada etiopského znovuzrození
Velká přehrada etiopského znovuzrození (též Velká etiopská renesanční přehrada, anglicky Grand Ethiopian Renaissance Dam – GERD, amharsky ታላቁ የኢትዮጵያ ሕዳሴ ግድብ) je rozestavěná přehradní nádrž s hydroelektrárnou na Modrém Nilu v západní části Etiopie. Přesněji se nachází v regionu Beningšangul-Gumuz přibližně 15 km východně od hranic se Súdánem. Gravitační hráz bude vysoká 155 metrů a dlouhá 1 780 metrů. Plocha vodní nádrže bude mít rozlohu 1 874 km². Objem nádrže bude činit 74 km³. Po dokončení se bude jednat o největší vodní nádrž a vodní elektrárnu v Africe. Stavbu provází řada sporů mezi Etiopií na jedné straně a Egyptem a Súdánem na straně druhé.

## Napětí mezi Etiopií, Egyptem a Súdánem
Krize započala v roce 2011, kdy Etiopie využila politického chaosu v Egyptě a začala s realizací vodního díla. Egypt, který je závislý na Nilu, se obával, že během plnění přehrady dojde k úbytku vody v řece, která je jeho nejvodnější zdrojnicí. To by mělo zásadní vliv na jeho zemědělství a energetiku. Od roku 2014 probíhají neúspěšná jednání, do nichž se zapojilo mnoho mediátorů. Súdán, který byl zpočátku proti výstavbě přehrady, se pod příslibem dodávek elektrické energie stal méně kritickým k realizaci vodního díla a jeho vlivu na vodní režim Modrého Nilu.

## Využití
Etiopie patří mezi státy s nejnižší spotřebou elektřiny na světě. Nově vybudovaná hydroelektrárna bude do sítě dodávat dvojnásobek současné její produkce elektřiny. Vzhledem k nízké spotřebě počítá Etiopie také s exportem elektrické energie do okolních států.
Energii začala generovat v únoru 2022. 7. července 2025 Etiopie oznámila dokončení stavby a přehradu hodlá slavnostně otevřít již v září 2025.

## Vodní režim
Poblíž místa, kde se nachází profil hráze, ročně proteče průměrně 48,5 km³ vody.